# Isla La Orchila
La isla La Orchila (a veces también denominada archipiélago de La Orchila) pertenece a Venezuela y está incluida dentro de las dependencias federales venezolanas. Ocupa una superficie de aproximadamente 48,7 km² (4870 hectáreas) ubicada en 66° 10´ W y 11° 47´ N,  a unos 160 km de la capital venezolana Caracas, y al este del archipiélago los Roques.
Es la sede de un campamento militar y de la Base Aeronaval C/N Antonio Díaz, lugar al que sólo tienen acceso el presidente, familiares del presidente y sus allegados, personal militar y altos oficiales gubernamentales. Está prohibido el sobrevuelo de la isla por aviones civiles y el turismo sólo es posible con autorización militar. Es posible visitar La Orchila con un permiso especial de la Armada de Venezuela o del Ejército de Venezuela.
La principal actividad económica es la pesca, realizada por embarcaciones que provienen en su mayoría de tierra firme, y que se realiza por temporadas.
El topónimo de Orchila lo recibió por ser esta isla un hábitat con las condiciones indispensables para el desarrollo de extensas comunidades de “orchila”, nombre popular asignado a seres vivos pertenecientes a los líquenes del Reino de los Hongos, utilizada desde los tiempos de la Edad Media como materia prima para obtener sustancias colorantes.

## Historia
Alonso de Santa Cruz describió la isla, llamándola Orchilla, en la primera mitad del siglo XVI:

...al oriente de esta isla [Tortuga] por ocho leguas está otra dicha, Orchilla, de ocho leguas de largo y siete de ancho, con dos isleos al austro de ella; púsose este nombre por haber en ella mucha Orchilla, de la cual hablamos largo en las islas de Canaria
Islario General..., transcrito por Mariano Cuesta 

En 1589 por orden del gobernador español Diego de Osorio La Orchila y otras islas como Los Roques fueron tomadas formalmente por la Corona Española. A finales del siglo XVI las islas eran consideradas parte de la Provincia de Venezuela.
Alrededor del año 1870 se estableció en este grupo de islas la compañía estadounidense Philadelphia Guano Company, que se dedicaba a la explotación y exportación del guano, llegando a instalar una fábrica que sería abandonada con el paso de los años.
El 22 de agosto de 1871 pasa a formar parte del Territorio Colón, división administrativa creada bajo el gobierno del General Antonio Guzmán Blanco, que fue disuelta posteriormente.
En 1938 junto con otras islas pasa a formar parte de las Dependencias Federales creadas por ley ese mismo año. Hasta la década de los 50 estuvo poblada por unos 121 habitantes, que fueron desalojados durante el gobierno del general Marcos Pérez Jiménez (1952-58). Bajo su régimen se construyeron algunas instalaciones militares y una treintena de pequeñas casas, entre las que destacaba una residencia presidencial, diseñadas por Julio Barreiro Rivas y que serían frecuentadas por el gobernante y sus allegados. Muchos de los sucesivos presidentes venezolanos también la usaron como residencia de verano, entre ellos el expresidente socialdemócrata Carlos Andrés Pérez (1974-79 y 1989-93).
El 13 de abril de 2002, el presidente Hugo Chávez, quien había sido secuestrado por militares disidentes el 11 de abril en un intento de Golpe de Estado en su contra, fue trasladado desde la Base Naval de Turiamo, hasta la Base de la Isla de la Orchila, donde permaneció preso, hasta que cuatro helicópteros de la división aerotransportada que transportaban a un comando élite lo rescataron y trasladaron a Caracas, previa escala en Maracay, en la madrugada del 14 de abril de 2002.
El 6 de junio de 2008 se realizaron maniobras militares conjuntas de la aviación militar venezolana y la Armada en las aguas territoriales de la isla principal con el lanzamiento de misiles desde cazas multipropósito Sukhoi Su-30 y con el uso de fragatas misilísticas.
En octubre de 2011 la Orchila y sus islas adyacentes son integradas al Territorio Insular Miranda, una subdivisión de las Dependencias Federales con capital en Los Roques.

## Geografía

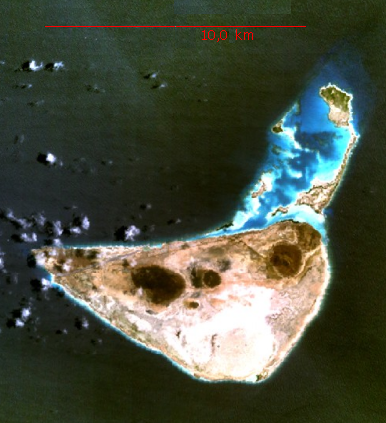
Imagen satelital de la Orchila y sus cayos adyacentes

La parte norte de la isla principal tiene seis cerros. Su punto más alto es el llamado Cerro Walker, con 139 metros o 460 pies, mientras que un grupo de cerros de menor superficie y altura se encuentra en la parte central de la isla siendo conocidos como Sierra de los Pájaros. Más del 90% de la isla es plana. La fauna, flora y topografía son muy similares a la vecina isla de Gran Roque, situada a 52 km al oeste. La temperatura media es 27,6 °C.

## Islas integrantes
A pesar de que La Orchila es la más conocida del área, no se trata de una sola isla, es un archipiélago de 48,7 kilómetros cuadrados que incluye a 1 isla, 10 cayos arenosos y arrecifes coralinos de los cuales los más importantes son:
| Nombre                      | Coordenadas                                 | Comentario                                       | Superficie |
| --------------------------- | ------------------------------------------- | ------------------------------------------------ | ---------- |
| La Orchila                  | 11°49′28″N 66°08′47″O / 11.82444, -66.14639 | Isla principal                                   | 43 km²     |
| Cayo Agua                   | 11°49′17″N 66°08′07″O / 11.82139, -66.13528 | al sur de Cayo Sal al norte de la isla principal | 6,22 ha    |
| Cayo Sal                    | 11°50′2″N 66°07′24″O / 11.83389, -66.12333  | al norte de Cayo de Agua                         | 20,17 ha   |
| Cayo Los Holandeses (Storn) | 11°51′16″N 66°07′2″O / 11.85444, -66.11722  | al norte de Cayo Sal                             | 18,12 ha   |
| Cayo Noreste (El Dorado)    | 11°50′36″N 66°05′37″O / 11.84333, -66.09361 | Cayo más grande                                  | 303 ha     |

Al noreste de la isla principal están situados los Cayos "Los Americanos" o "El Dorado" (El noreste), "Los Holandeses" y Cayo "Sal", así como también diversos bancos de arena y arrecifes que rodean una laguna interna de aguas de poca profundidad.